# Дарко Бједов
Дарко Бједов (Книн, 28. марта 1989) српски је фудбалер.

## Каријера
Бједов је каријеру започео у редовима београдског Железничара. Касније је наступао за Раднички са Новог Београда и истоимени клуб из Обреновца, Чукарички и Младеновац. По сезону и по провео је у Тимоку и Инђији, наступајући у Првој лиги Србије. Након једне такмичарске године коју је одиграо за Зету у Првој лиги Црне Горе, постигавши 18 погодака на 33 утакмице, Бједов је потписао за ивањички Јавор. Ту је на 20 утакмица постигао укупно 10 погодака у Суперлиги Србије, што му је почетком 2017. омогућило трансфер у Гент. У Србију се вратио годину дана касније, те је до краја такмичарске 2018/19. уступљен екипи Рада. Наредног лета потписао је за Војводину, где је остао до краја календарске 2018. Следеће године играо је за Атирау, а затим је још једну полусезону провео у екипи Рада. У јануару 2020. отишао је у Иран и приступио тамошњем Зоб Ахану.